# Verdugové
Verdugové byl španělský šlechtický rod usazený v 17. století v Čechách. Působili ve službách španělských králů, plukovník Vilém Verdugo vynikl jako účastník bitvy na Bílé hoře a během pobělohorských konfiskací získal značný majetek v severozápadních Čechách (Doupov, Mašťov). V roce 1628 byl povýšen do říšského hraběcího stavu. V dalších generacích kvůli dlouhodobým finančním problémům na přelomu 17. a 18. století rod Verdugů z Čech zmizel, mezitím se ale díky dědictví usadil ve Slezsku. Rod vymřel v roce 1757.

## Dějiny rodu

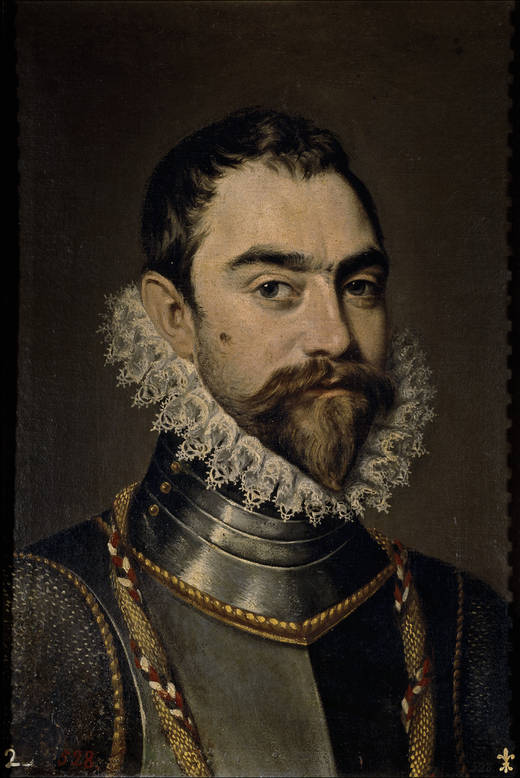
Španělský maršál Francisco Verdugo (1537–1595)

Verdugové byli původně měšťanským rodem ve městě Talavera de la Reina poblíž Toleda (později při povýšení do šlechtického stavu jim byl udělen predikát z Talavery – y Talavera, respektive de Tallavera). Prvním významným členem rodu byl Francisco Verdugo (1537–1595), který ve službách španělského krále Filipa II. začínal jako prostý voják, nakonec se ale vypracoval až k hodnosti polního maršála a v letech 1581–1594 byl guvernérem ve Frísku. Byl také povýšen do šlechtického stavu a zemřel v Antverpách, pohřben je v klášteře sv. Ducha v Lucemburku, který založil. Byl dvakrát ženatý, jeho druhou manželkou byla Dorotea Mansfeldová, nevlastní sestra vojevůdce Petra Arnošta z Mansfeldu. Jeho tři synové sloužili v císařské a španělské armádě, dosáhli vysokých hodností a za třicetileté války získali majetek v Čechách.

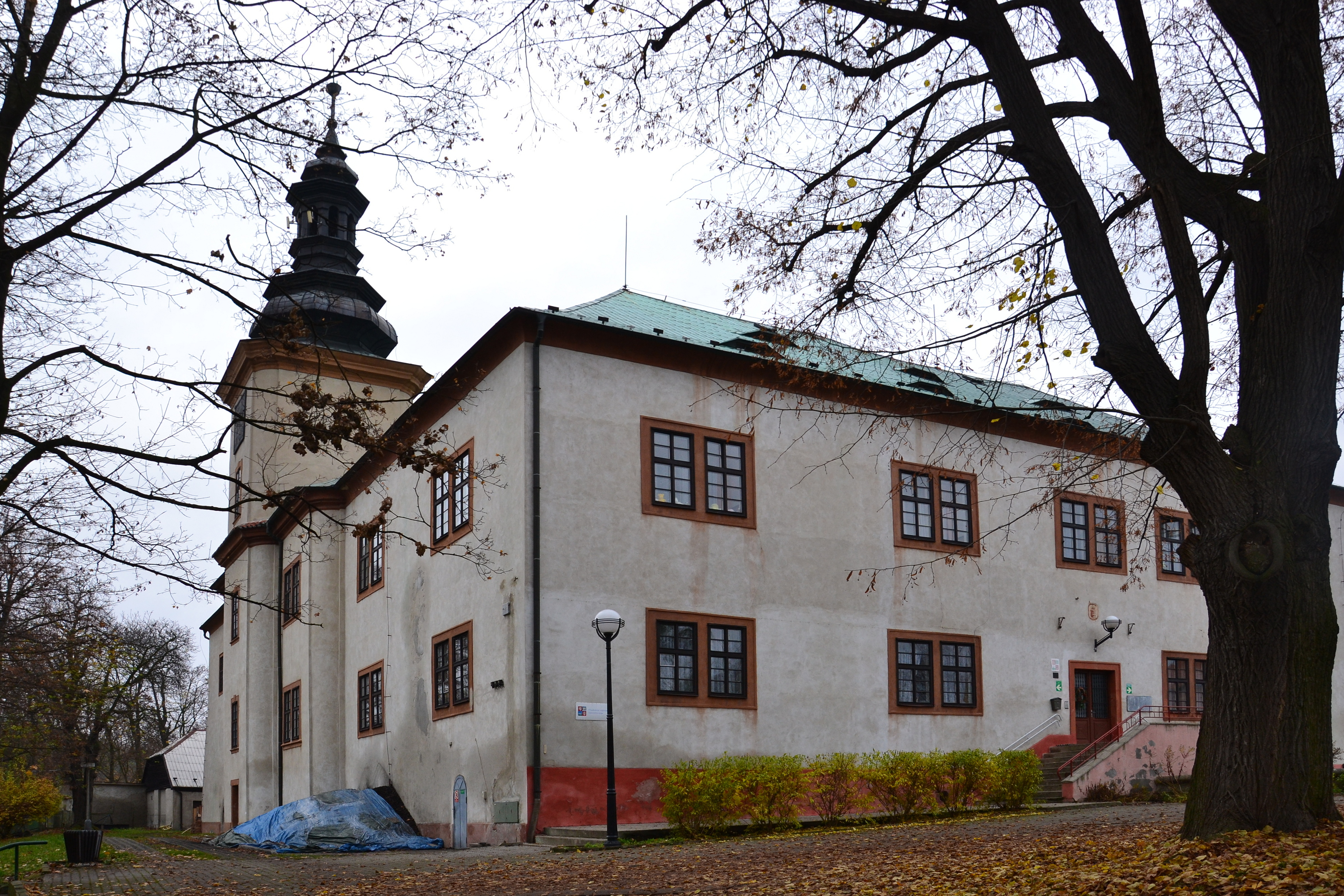
Zámek Mašťov, majetek Verdugů v 17. století

Franciscovým nejstarším synem byl Vilém (Guillermo, 1570–1628), který od mládí sloužil ve španělské armádě, předtím ale získal také univerzitní vzdělání a ovládal několik jazyků, což jej předurčilo k diplomatické službě. Proslul především jako plukovník v bitvě na Bílé hoře, poté se svým valonským plukem obsadil Prahu. Stal se císařským komořím, španělským válečným radou, guvernérem v Geldernu a do smrti pak velel španělským okupačním silám v Dolní Falci. Mimo jiné byl agentem kardinála Františka z Ditrichštejna, kterého informoval o dění ve španělských državách. Vilém byl spolu se svými bratry v roce 1622 povýšen do stavu svobodných pánů a v pobělohorských konfiskacích dostal příležitost k levnému nákupu statků v Čechách.

## Verdugové v Čechách a ve Slezsku
V roce 1622 koupil Vilém Verdugo panství Doupov zkonfiskované Šlikům. Odhadní cena panství byla téměř 50 000 zlatých, Verdugovi ale byla předepsána kupní cena 41 000 zlatých, z níž mu bylo odpuštěno 35 000 zlatých za mimořádné zásluhy v bitvě na Bílé hoře, v níž mimo jiné zajal syna vrchního velitele české armády knížete Kristiána z Anhaltu. K Doupovu přikoupil Verdugo o rok později ještě sousední a větší panství Mašťov zabavené Štampachům. Z bývalého majetku Štampachů pak v roce 1625 přikoupil statek s tvrzí Neprobylice u Podbořan a získal také dva domy na Malé Straně v Praze. Teprve v roce 1627 získal český inkolát a v roce 1628 získal titul říšského hraběte.
Vilém Verdugo zemřel v roce 1628 a zanechal jediného syna Františka, který byl nesvéprávný a zemřel již v roce 1630 na zámku v Mašťově. Vilémův majetek si pak rozdělili jeho bratři Jan (don Juan Verdugo, 1579–1658) a František (don Francisco Verdugo, 1583–1650). Vilémova závěť však ukládala vyplatit z rodového majetku vysoké částky klášterům ve španělské Talaveře, což jeho bratry uvedlo do komplikované finanční situace a postupně docházelo k rozprodeji dědictví v Čechách. Juan Verdugo byl polním podmaršálkem španělské armády a guvernérem ve Španělském Nizozemí, po Vilémovi byl dědicem Mašťova, ale Čechy navštívil jen jednou. Zemřel v Kolíně nad Rýnem a stejně jako otec a bratr Vilém byl pohřben v Lucemburku.

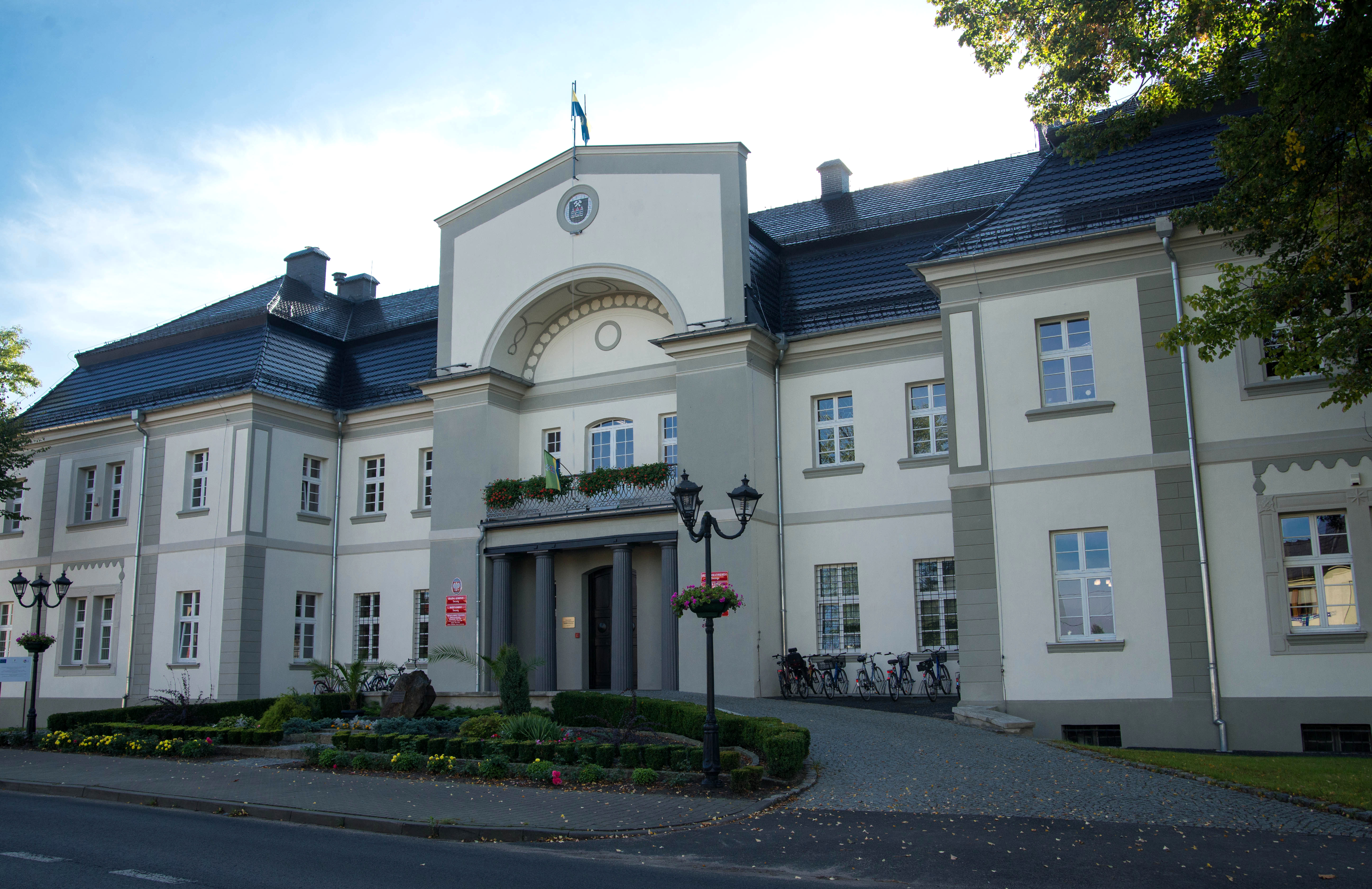
Zámek Tworóg v Polsku, hlavní sídlo rodu Verdugů 1684–1757

Pokračovatelem rodu byl František Verdugo (1583–1650), který sloužil v císařské armádě, dosáhl hodnosti generála, ale na rozdíl od bratrů se trvale usadil v Čechách. Sňatkem s Annou Marií Zajícovou z Hazmburka, ovdovělou hraběnkou Nogarolovou (1603–1638), získal panství Vintířov nedaleko od Mašťova a také dům na Starém Městě v Praze, byl pohřben ve františkánském klášteře v Kadani. Kvůli finančním závazkům vyplývajícím ze závěti bratra Viléma musel v roce 1631 prodat Neprobylice, k dalším ztrátám došlo za jeho synů. Synové František Norbert (1632–1653) a Ferdinand Jan (1635–1672) byli v době otcovy smrti nezletilí, poručnickou správu nad rodovým majetkem si přes jejich nesouhlas vymohl soudním procesem strýc Juan, který v Čechách vůbec nepobýval. Ten hned v roce 1650 na úhradu dluhů prodal panství Vintířov, vleklá finanční krize pak provázela i dědice Ferdinanda Jana Verduga (1635–1672). Tomu se s velkými ztrátami podařilo stabilizovat rodinné finance, v roce 1661 prodal panství Mašťov a zbyl mu jen Doupov s jedenácti vesnicemi. Byl císařským komorníkem, tajným radou a v letech 1665–1669 hejtmanem žateckého kraje, podle dobových pramenů uměl česky. Jeho manželkou byla Maxmiliána Apolonie Libštejnská z Kolovrat (1637–1695), která byla v letech 1670–1695 majitelkou panství Velichov v sousedství verdugovského Doupova. Byla také vnučkou vojevůdce Linharta Colonny z Felsu a ze spříznění s rodem Colonnů později vyšel nárok Verdugů na dědictví colonnovských statků ve Slezsku.
Dědicem Ferdinanda Jana byl jediný syn František Julius (1661–1712), který byl v době otcova úmrtí nezletilý. Kromě matky Maxmiliány Apolonie byl jeho spoluporučníkem vzdálený příbuzný Vilém Albrecht Krakovský z Kolovrat. Do vzdělání Františka Julia se promítly ambice jeho matky, studoval na Karlově univerzitě a poté absolvoval na dobové poměry (a vzhledem ke stavu rodinných financí) nákladnou kavalírskou cestu, během níž pobýval v Itálii, Francii, Německu, Anglii a Holandsku (1681–1683), většinu studijních pobytů v zahraničí absolvoval se svým přítelem Karlem Arnoštem z Valdštejna. Po návratu sice dosáhl hodností císařského komorníka a skutečného tajného rady, většího významu ale nedosáhl. Po úmrtí matky prodal v roce 1695 panství Velichov, nakonec v zájmu umoření stále trvajících dluhů ztratil v roce 1705 i panství Doupov. Ještě předtím, než doupovské panství převzali věřitelé, docházelo zde od konce 17. století ke sporům s poddanými ohledně robotních povinností Mezitím ale po strýci Jiřím Linhartu Colonnovi z Felsu (†1684) zdědil statky ve Slezsku, kde se novým rodovým sídlem stal zámek Tworog. Díky tomu se František Julius uplatnil ve správě Opolska, kde byl přísedícím zemského soudu. Z manželství s Johannou Františkou Pavlovskou z Pavlovic měl pět dětí, z nichž dvě zemřely v dětství. Dcera Maxmiliána (1690–1749) byla provdána za opolského zemského hejtmana hraběte Karla Sobka z Kornic. Ze tří synů byl pokračovatelem rodu Jan Leopold (†1740), který byl císařským komorníkem a zastával také úřady v Opolsku. Poprvé se oženil v Praze s Marií Annou z Gutštejna (1704–1735), dvorní dámou císařovny Alžběty Kristýny. Po ovdovění se znovu oženil s Marií Annou ze Satzenhofenu (1712–1761), která byla po svém prvním manželovi Ignáci Věžníkovi z Věžník dědičkou panství Ledeč nad Sázavou. Ledečské panství mělo sice hodnotu čtvrt miliónu zlatých, bylo ale zatíženo vysokými dluhy a Marie Anna se jej v roce 1740 vzdala ve prospěch své švagrové Františky Bechyňové z Lažan. Z druhého manželství Jana Leopolda pocházel jediný syn František Karel Verdugo (1737–1757), který byl nešťastnou náhodou zastřelen na lovu a jím rod Verdugů vymřel. Panství Tworog přešlo dědictvím na spřízněný rod Colonnů z Felsu.